# Gare de Namsskogan
La gare de Namsskogan est une gare ferroviaire de la ligne du Nordland, située dans la commune de Namsskogan dans le comté et région de Trøndelag. Elle fut ouverte en 1940 lorsque la ligne fut utilisée jusqu'à Mosjøen

## Situation ferroviaire
Établie à 215.9 m d'altitude, la gare se situe à 290.25 km de Trondheim.

## Service aux voyageurs

### Accueil
La gare a un parking. Il y a également une salle d'attente ouverte toute la semaine.

### Desserte
La gare est desservie par des trains en direction de Trondheim et Bodø.